# Estación Garín
Garín es una estación ferroviaria ubicada en la localidad homónima, en el Partido de Escobar, provincia de Buenos Aires, Argentina.

## Servicios
Es una estación intermedia del servicio diésel suburbano servido entre las estaciones Victoria y Capilla del Señor. En su actualidad, el servicio de trenes llega hasta Los Cardales. 
Las vías férreas siguen hacia las estaciones de Vagués,  con sentido a Luján, San Antonio de Areco, Pergamino y Río Cuarto. Hasta el año 1978 existía un servicio que unía Retiro con Río Cuarto. Hacia 1992 dejan de prestar los servicios de pasajeros a estación Pergamino y pasan a llegar solamente hasta estación Capilla del Señor.

## Ubicación
- Avenida Presidente Perón 963.

## Historia
En el año 1892 cuando se inaugura la estación Zelaya (antes Copello) en el kilómetro 44 se establece la estación Garín entre Victoria-Vagués, la inauguración fue presenciada personalmente por el General Bartolomé Mitre.
Durante la época de FA los trenes 2193 y 2194 hacían parada en esta estación.